# Thérèse Bonney
Thérèse Bonney, née le 15 juillet 1894 à Syracuse, aux États-Unis, et décédée le 23 janvier 1978 à Neuilly-sur-Seine, est une photographe, photojournaliste et journaliste américaine.

## Biographie
Thérèse étudie à l'université de Californie à Berkeley en étant boursière de la bourse Horatio Stebbins et elle se spécialise dans les langues romanes. Durant ses études, elle devient présidente du Club français et du Comité universitaire de secours à la Belgique. En 1916, elle obtient son Bachelor of Arts. Elle obtient ensuite la bourse Belknap et entre à l'université Harvard en 1917. Elle y obtient son Master of Arts.  Après son master, elle devient professeur de français au lycée Newton. En 1919, elle poursuit ses recherches littéraires et dramatiques à Paris et se spécialise dans le drame français contemporain sous la direction du professeur Fernand Baldensperger et de Jacques Copeau,. Pour ses recherches, elle obtient une bourse d'Alfred Baudrillart. Elle défend sa thèse sur le théâtre de Dumas fils le 18 juillet 1921 devant un jury composé des professeurs Fortunat Strowski, Paul Hazard et Émile Legouis. Thérèse est reçue docteur de l'université de Paris avec la mention honorable. Elle devient la quatrième femme américaine à recevoir ce titre, et la plus jeune, car elle n'a alors que vingt-six ans. 
Pendant la Première Guerre mondiale, Édouard de Billy la désigne pour représenter, parmi les étudiants, la Haute Commission française aux États-Unis. Elle devient parallèlement déléguée pour la France de l'Association des universités américaines et du Comité national des universités de jeunes filles. C'est au sein de sa fonction dans le comité qu'elle visite en 1919 la France pour sélectionner 133 étudiantes qui entreront dans des universités américaines,. Elle rentre également à la Croix-Rouge américaine où elle est en 1921 chargée de la direction d'un bureau de correspondance interscolaire. Elle voyage alors souvent en Angleterre, au Pays-Bas, en France, en Suisse, en Italie, en Grèce et en Espagne. En 1922, elle collabore au journal Figaro et rédige des articles qui ont pour thème la femme et l’Amérique durant la prohibition,,,,. L'année suivante, elle écrit une critique littéraire pour le journal The Chicago Tribune and the Daily News. En 1924, Thérèse fonde le premier service de presse américaine illustrée en Europe et réunit plus de 20 000 clichés.
Son intérêt pour la photographie serait né grâce à sa rencontre avec un employé de la compagnie Underwood and Underwood, il lui suggère alors de produire des photographies. L'idée germe dans sa tête et elle achète ensuite une caméra Graflex malgré les avertissements d'un rédacteur en chef concernant la difficulté technique de celle-ci. Lors d'un voyage au bord d'un navire français, Thérèse rencontre le chef d'orchestre Walter Damroch. Elle décide de créer un orchestre composé d'enfants et les fait poser avec le chef d'orchestre. Cette photographie est un succès et attire le journal New York Times. Dès lors, elle commence à photographier pour les journaux Town and Country, Spur, Golf Illustrated et Philadelphia Public Ledger. En 1925, Thérèse fait des photographies de mode pour le magazine The Paris Times. En 1927, elle prend les premières photographies de mode commandées par l'Opéra de Paris. Elle travaille alors dans son studio situé rue des Petits-Champs,. En 1929, elle publie avec sa sœur Louise Bonney un guide d'achat A Shopping Guide to Paris ainsi que trois autres guides qui ont pour thème la vie parisienne. Thérèse présente 70 de ses photographies dans l'exposition L'Époque 1900 à la Galerie Georges Petit en 1932. Cette exposition figure par la suite dans plus de trente musées américains.

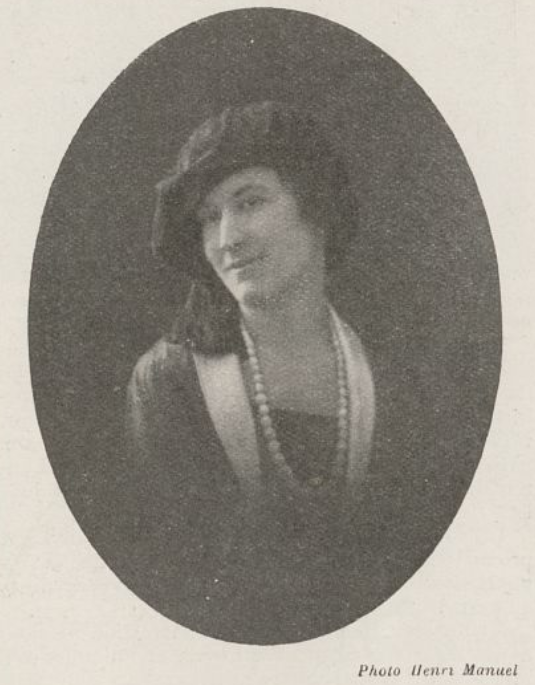
Thérèse Bonney dans Comœdia illustré du 1er juillet 1921.

En octobre 1933, Thérèse expose à la Galerie Pierre Colle 150 daguerréotypes qui proviennent de sa collection personnelle pour le centenaire de Niepce. Cette exposition fait ensuite une tournée en Amérique. En 1934, Thérèse Bonney, alors directrice de l'exposition Lafayette à New York et Chicago, est décorée Chevalier de la Légion d'honneur à l'Orangerie. Elle organise ensuite en 1936 l'exposition Napoléon à New York au Rockfeller Center, dans la galerie d'art qu'elle dirige depuis son ouverture en 1935,. Lorsque la guerre éclate en 1939, elle est la première reporter à partir sur le front finlandais. Elle va par la suite en Norvège, au Danemark puis aux Pays-Bas avant de revenir en France occupée en 1941. Dès que les États-Unis déclarent la guerre en décembre 1941, Thérèse devient correspondante de guerre et suit l'avancée de la guerre en première ligne, jusqu'en Allemagne.
En 1945, Thérèse Bonney présente ses photographies publiées dans son livre Europe's Children dans l'exposition Sous-alimentation durant l'occupation allemande et ses conséquences pathologiques au siège de la Radiodiffusion française. En 1946, elle reste pendant deux mois à Ammerschwir, une ville alors anéantie par la guerre. Elle aide la ville en offrant des jeux de société aux enfants et des effets nécessaires à la vie des habitants. Thérèse organise également l'arrivée de maisons préfabriquées qui viennent d’Amérique. Un an plus tard, en témoignage de reconnaissance pour ses activités en faveur de villages dévastés, le directeur des Beaux-Arts Jacques Jaujard lui remet la croix d'officier de la Légion d'honneur.
En 1966, elle reçoit la Grande Médaille d'Honneur de la Ville de Paris.

### Thèse
- Thérèse Bonney, Les Idées morales dans le théâtre d'Alexandre Dumas fils [Thèse de doctorat en lettre de l'université de Paris], 1921, 233 p. (OCLC 489968802)

### Ouvrages
- André Labarthe et Thérèse Bonney, Témoignage [1940-1941 : Ici la France..., Londres, Hamish Mamilton LTD, 1942, 32 p. (ISSN 0268-4241)
- Jacqueline Mesnil-Amar (photogr. Thérèse Bonney), Ceux qui ne dormaient pas: Journal, 1944-46, Paris, Les Editions de Minuit, 1957
- (en) Thérèse Bonney et Louise Bonney, A Shopping Guide to Paris, New York, Robert M. McBride & co, 1929a, 281 p. (OCLC 3477738)
- (en) Thérèse Bonney et Louise Bonney, A Guide to the Restaurants of Paris, New York, Robert M. McBride & co, 1929b
- (en) Thérèse Bonney et Louise Bonney, French Cooking for American Kitchens, New York, Robert M. McBride & co, 1929c, 295 p.
- (en) Thérèse Bonney et Louise Bonney, Buying Antique and Modern Furniture in Paris, New York, Robert M. McBride & co, 1929d, 69 p.
- (en) Thérèse Bonney, Remember When : a Pictorial Chronicle of the Turn of the Century and the Days Known as Edwardian, New York, Coward McCann, 1933a, 127 p. (OCLC 1820875)
- (en) Thérèse Bonney, The Second Empire by Louis-Jacques Daguerre and his school : exhibition of daguerreotypes [Catalogue d'exposition], New York, Knoedler Galleries, 1933b, 14 p.
- (en) Thérèse Bonney, Lafayette centenary exhibition : Maison Franc̜aise, Rockefeller Center, New York, May 4th to May 31st, 1934 [Catalogue d'exposition], New York, 1934, 19 p.
- (en) Thérèse Bonney (préf. Reverend John LaFarge), The Vatican, Boston, Houghton Mifflin company, 1939, 131 p. (OCLC 81402767)
- (en) Thérèse Bonney, Europe's Children : 1939 to 1943, New York, Rhode, 1943 (OCLC 493163262)
- (en) Thérèse Bonney, War Comes to the People, Londres, The Pendock Press, 1944, 103 p. (OCLC 3693138)
- (en) Robert F. Rattray (photogr. Thérèse Bonney), Bernard Shaw : A Chronicle, Londres, Nachdr.d. Ausg., 1951, 347 p. (OCLC 630830446)

### Articles
- Thérèse Bonney, « Les Cocktails d'aujourd'hui », Figaro, no 159,‎ 1922d, p. 5 (lire en ligne).
- Thérèse Bonney, « Les Femmes qui votent », Figaro, no 173,‎ 1922a, p. 5 (lire en ligne).
- Thérèse Bonney, « La « Flapper » », Figaro, no 166,‎ 1922c, p. 5 (lire en ligne).
- Thérèse Bonney, « La Femme et les Sports », Figaro, no 180,‎ 1922b, p. 5 (lire en ligne).
- Thérèse Bonney, « Confort », Figaro, no 194,‎ 1922e, p. 5 (lire en ligne).
- (en) Thérèse Bonney, « Who's Who in the Theatre », The Chicago Tribune and the Daily News, no 2058,‎ 5 mars 1923, p. 2 (lire en ligne).

#### Ouvrages
- True Comics : Photo-fighter, Chicago, Parents' Institute, 1944, 3 p. (OCLC 51136333)
- Jean Auburtin, Discours prononcé par M. Jean Auburtin ... à l'occasion de la remise de la Grande médaille d'Honneur de la ville de Paris à Mlle Thérèse Bonney : 4 juin 1964, Paris, 1966, 7 p. (BNF 33128660).
- Lisa Schlansker Kolosek, L'invention du chic Thérèse Bonney et le Paris moderne, Paris, Norma, 2002, 192 p. (ISBN 978-2-909-28372-2)
- Gérard Cardonne, Miss Thérèse Bonney : Ammerschwihr, Strasbourg, Cercle du Rhin International, 2011, 70 p. (ISBN 978-2-916-52406-1)
- Eléonore Challine, « Thérèse Bonney », dans Luce Lebart et Marie Robert, Une Histoire mondiale des femmes photographes, Paris, Editions Textuel, 2020, 504 p. (ISBN 978-2-84597-843-0)

#### Articles
- Auteur inconnu, « Une thèse sur le théâtre de Dumas fils soutenue par une américaine », Comoedia illustré, no 10,‎ juillet-août 1921, p. 1, vue 487 (lire en ligne).
- (en) Auteur Inconnu, The Paris Times (no 477), septembre 1925 (lire en ligne), p. 1-3.
- (en) Auteur inconnu, « Miss Thérèse Bonney », The Paris Times, no 1098,‎ 13 juin 1927, p. 2 (lire en ligne).
- Gabriel Henriot, « Pierre Chareau », Mobilier et décoration,‎ décembre 1927, p. 215-230 (lire en ligne).
- (en) Auteur inconnu, « The Books of the Day », The Paris Times, no 1813,‎ 1er juin 1929, p. 2 (lire en ligne).
- (en) Auteur inconnu, « News of Americans in Europe », International Herald Tribune, no 16316,‎ 3 juin 1932, p. 2 (lire en ligne).
- C. S., « "Daguerréotypes" », Le Photographe, no 349,‎ 5 novembre 1933, p. 398 (lire en ligne).
- (en) Auteur inconnu, « News of Americans in Europe », International HeraldTribune, no 17075,‎ 1934a (lire en ligne).
- Auteur inconnu, « L'Oeuvre de Miss Mabel Thérèse Bonney », Excelsior, no 8610,‎ 1934b, p. 2 (lire en ligne).
- Auteur inconnu, « New York », Le Bulletin de l'Art ancien et moderne, no 816,‎ juin 1935, p. 274 (lire en ligne).
- Auteur inconnu, « "Napoléon à New York" ce n'est pas un film mais une belle exposition », Comoedia, no 8381,‎ 20 janvier 1936, p. 3 (lire en ligne).
- L. R., « La Grande pitié des enfants », Union nationale des femmes : revue des électrices, no 3,‎ juillet-août 1945 (lire en ligne).
- Auteur inconnu, « Miss Bonney : correspondante de guerre Américaine adopte une ville d'Alsace en ruine », Point de Vue, no 48,‎ 14 février 1946, p. 3-4 (lire en ligne).
- Auteur inconnu, « Brève », Figaro, no 777,‎ 12 février 1947 (lire en ligne).
- (en) Rebecca Tolley-Stokes, « Thérèse Bonney », World History: The Modern Era,‎ 2009 (OCLC 4681406713)

#### Thèse
- (en) Claire Bonney Brüllmann, Thérèse Bonney : The Architecture Photographs [Thèse], 1995, 151 p. (OCLC 924094614)
- (en) Lisa Schlansker Kolosek, Thérèse Bonney : her impact in America : an examination of her efforts toward the development of modernism in the United States 1919-1939 [Thèse], National Design Museum and Parsons School of Design, 1998, 170 p. (OCLC 45016390)

#### Catalogue d'exposition
- (en) Carol McCusker, Breaking the Frame: Pioneering Women in Photojournalism [Catalogue d'exposition], San Diego, Museum of Photographic Arts, 2006, 187 p. (ISBN 978-1-878-06206-2)